# Newcastle Challenger 1991
Il Newcastle Challenger 1991 è stato un torneo di tennis facente parte della categoria ATP Challenger Series nell'ambito dell'ATP Challenger Series 1991. Il torneo si è giocato a Newcastle in Gran Bretagna dal 15 al 21 luglio 1991 su campi in erba.

## Vincitori

### Singolare
Christo van Rensburg ha battuto in finale  Michiel Schapers con il punteggio di 6–4, 6–0

### Doppio
Nicholas Fulwood /  Peter Nyborg hanno battuto in finale  John-Laffnie de Jager /  Christo van Rensburg con il punteggio di 7–6, 6–1